# بلوط بيغ (درة صيدي)
بلوط بیغ (بالفارسية: بلوط بیگ) هي مستوطنة تقع في إيران في قسم درة صیدي الريفي. يقدر عدد سكانها بـ 138 نسمة .